# Ribelles (Vilanova de l'Aguda)
|  | Aquest article tracta del poble del municipi de Vilanova de l'Aguda (Noguera), per l'antiga jurisdicció senyorial d'aquesta mateixa localitat vegeu Baronia de Ribelles. |

Ribelles és un poble del municipi de Vilanova de l'Aguda, a la Noguera, prop del límit amb el terme de Sanaüja, a la Segarra. El 2019 tenia 56 habitants.

## Situació i descripció
El poble consta d'una vintena de cases, al costat del seu castell i església, emplaçat en un turó a més de 500 metres d'altitud. Aquest indret elevat és ben visible des de la mateixa carretera C-1412a, que és la via d'accés al poble. Dista de Ponts uns 9 quilòmetres, en direcció a Torà.
El castell és edificat en el mateix cim del turó, la part més antiga d'aquesta construcció és una torre quadrada, la part baixa de la qual pot ser del segle xi, que té adossada l'església, la resta està reformat i és més modern. Pel que fa a l'església, aquesta és d'origen romànic i d'una sola nau. Aquest conjunt arquitectònic, és el centre de l'antiga Baronia de Ribelles, que ja en el segle xi va tenir un paper destacat tant en l'àmbit polític com en el militar. Una obra notòria dels barons és el pont de pedra sobre el Llobregós, de quatre arcs de pedra. Té una presa o peixera que porta aigua a un molí d'oli.
Fins a mitjans del segle xix fou municipi independent.

## Festes i tradicions
- Festa Major: els dies 11 i 12 de setembre.
- Festa de Sant Isidre: se celebra el dissabte més proper al 15 de maig.
- Aplecs a la Mare de Déu dels Esclopets: se'n fan tres en els dissabtes més propers al 25 de març, el 23 d'abril i el 27 de setembre.